# Кустодієв Борис Михайлович
Борис Михайлович Кусто́дієв (рос. Борис Михайлович Кустодиев; 23 лютого (7 березня) 1878, Астрахань — 26 травня 1927, Ленінград) — російський художник зламу 19-20 століть. Працював в жанрах портрету, побутової картини, створив декорації до деяких театральних вистав. Певний час співпрацював у періодичних виданнях початку 20 століття.

## Життєпис
Народився в місті Астрахань. Батько помер, коли хлопцю виповнилося 2 роки. Планував стати священиком, закінчив духовне училище, поступив до духовної семінарії. Захоплення мистецтвом змінило його наміри.
У 1896 він покидає семінарію, їде до Петербурга, де стає учнем Академії мистецтв.
Академія мистецтв того часу послабила свої позиції в академізмі і запросила на посади викладачів деяких відомих майстрів, серед яких Валентин Сєров, Ілля Рєпін.
До майстерні Іллі Рєпіна і потрапив молодий Кустодієв. Художні здібності учня привернули увагу голови майстерні і той залучив Кустодієва до помічників у виконанні державної замови — велетенського групового портрету — членів Державної Ради Російської імперії. Кустодієв зробив усе можливе, аби наблизитися до художньої манери Рєпіна.
Водночас відкрилися його особисті здібності портретиста. Перебуваючи учнем Рєпіна, Кустодієв створив свої перші вдалі спроби в портретному жанрі:
- портрет Д. Стеллецького
- портрет В. Мате
- портрет Д. Мордвинова
- портрет художника Івана Білібіна.

Останнього — Кустодієв подав у великій майстерні, в чорному фраку, що контрастувало з порожнім інтер'єром та вишуканою позою моделі. В молодику важко було розпізнати художника, бо майже ніщо не натякало на фах персони. Але глибина фарб при обмеженні їх кількості вигідно відрізняла твір. Декоративність взагалі стане характерною ознакою творчості художника.

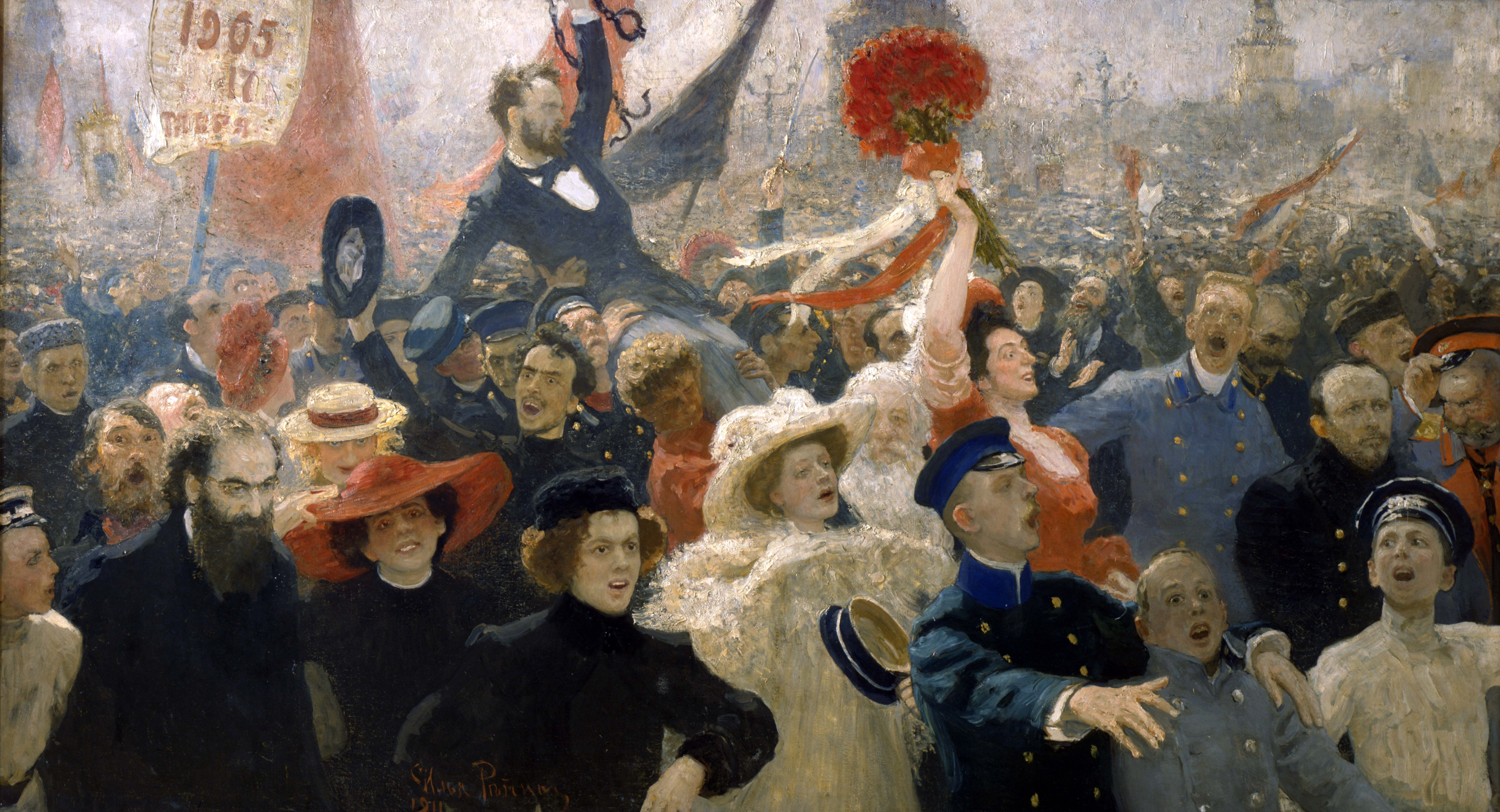
Ілля Рєпін. «Демонстрація 17 жовтня 1905»

У 1903 закінчив Академію мистецтв із золотою медаллю та отримав право на закордонне відрядження для удосконалення художньої освіти та навичок. Перебування за кордоном художник обмежив сам. І через шість місяців повернувся в Петербург, де вирувало життя і де розгорталися бурхливі події революції 1905—1907. На актуальну, політичну тему відгукнувся і його вчитель Рєпін картиною «Демонстрація 17 жовтня 1905 року». Кустодієв почав працювати з декількома періодичними виданнями як карикатурист (сатиричні журнали «Жупел», «Пекельна пошта» тощо).
З 1905 побудував власну майстерню, але далеко від столиць — на Волзі біля Кінешми, провінційна глибинка якої нагадувала йому його дитинство і вабила його дорослим. Окрім портретів, художник створює декоративно-побутові картини, підсилюючи саме декоративні якості сюжетів — «Ярмарок», «Сільське свято». Перегукуванням з побутовими картинами стають і портретні твори цього періоду, персонажі яких російські, провінційні мешканці — «Священик та диякон», «Чорниця», «Дівчина з Волги», «Купчиня». Потроху художник стає прибічником дрібної буржуазії та купецтва, а їх представники суттєво переважають в його картинах. Декоративно сприйнята російська провінція отримує в творах художника ідеалізацію, штучну позбавленість від драм та трагедій заради святковості, поверхнево зрозумілої народності.
Декоративне сприйняття російської глибинки найбільше відбилося в численних «Ямарках» та в портреті оперного співака Ф. Шаляпіна, якого художник зобразив на широкому тлі чергового провінційного свята. Та й співак в коштовній шубі з мопсом контрастно поєднаний із засніженим пейзажем, катанням на конях, пістрявими подробицями, гідними базару та балагану.
Дрібним російським буржуа постав художник і на автопортреті 1912 р. Автопортрет на пістрявому тлі будівель Троїце-Сергієвої лаври перейде до почесної збірки автопортретів Уффіці у Флоренції. Поряд із автопортретами інших художників, він контрастував зимовим пейзажем, хутром шуби та капелюха, екзотичною для Європи російською середньовічною архітектурою. Художник на автопортреті — як черговий російський купець, заможний та пихатий.
Належав до майстерних графіків доби. Працював він як книжковий графік. Створив світлини до видань російських поетів та письменників, серед яких: збірка «Шість віршів Некрасова» (1922), повісті Миколи Лєскова.
Початок 20 ст. в Петербурзі відбився в новому захопленні театром. Спроби робити для театру здійснюють різні поети та художники, серед останніх і Кустодієв. Він створив декорації до одинадцяти вистав. Але особливості художньої манери та яскраві фарби викликали несхвальні відгуки чи мали тематичне обмеження. Прихильником театру був і сам художник як глядач.
Захворів на туберкульоз хребта, що призвело до інвалідності. З 1916 р. був прикутий до інвалідського візка. Відчуття, що життя покидає його, призводило до сплесків активності. Художник наважувався навіть на подорожі попри інвалідний стан.
Незважаючи на нову, більшовицьку дійсність, і після 1917 художник продовжував відтворювати сцени короткого капіталістичного періоду в російській провінції. Ці сцени виникали і кустодієвських малюнках, і в акварелях, і в живопису — «Балагани», 1918, «Масляна», 1919, «Зима. Свято на Масляну», 1921.
До цього ж періоду належить і серія акварелей «Російські типи», 1920, а також «Автобіографічні малюнки», 1923.
Помер у Ленінграді і був похований на цвинтарі в Олександро-Невській лаврі.

## Галерея

### Портрети

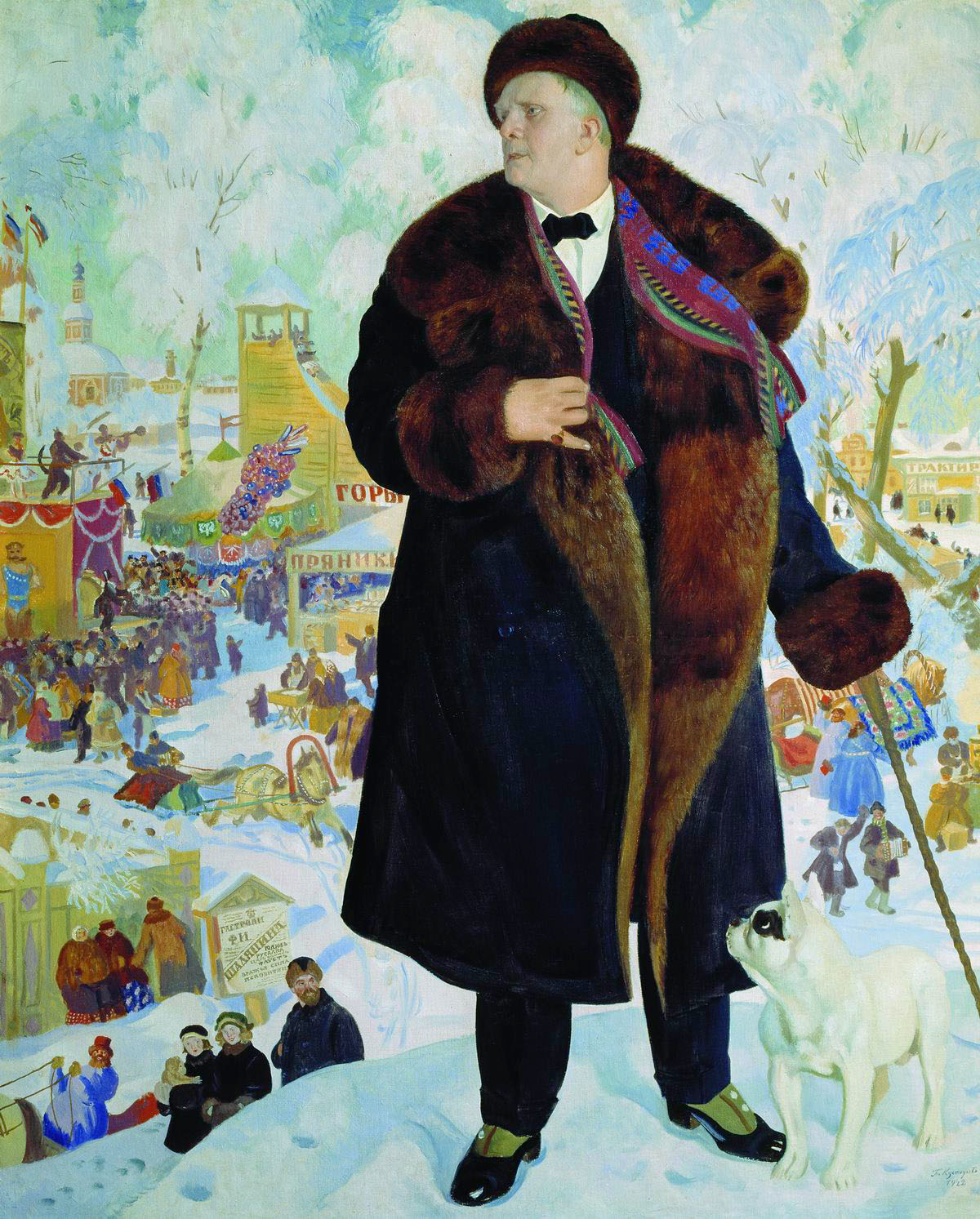
«Портрет співака Федора Шаляпіна»
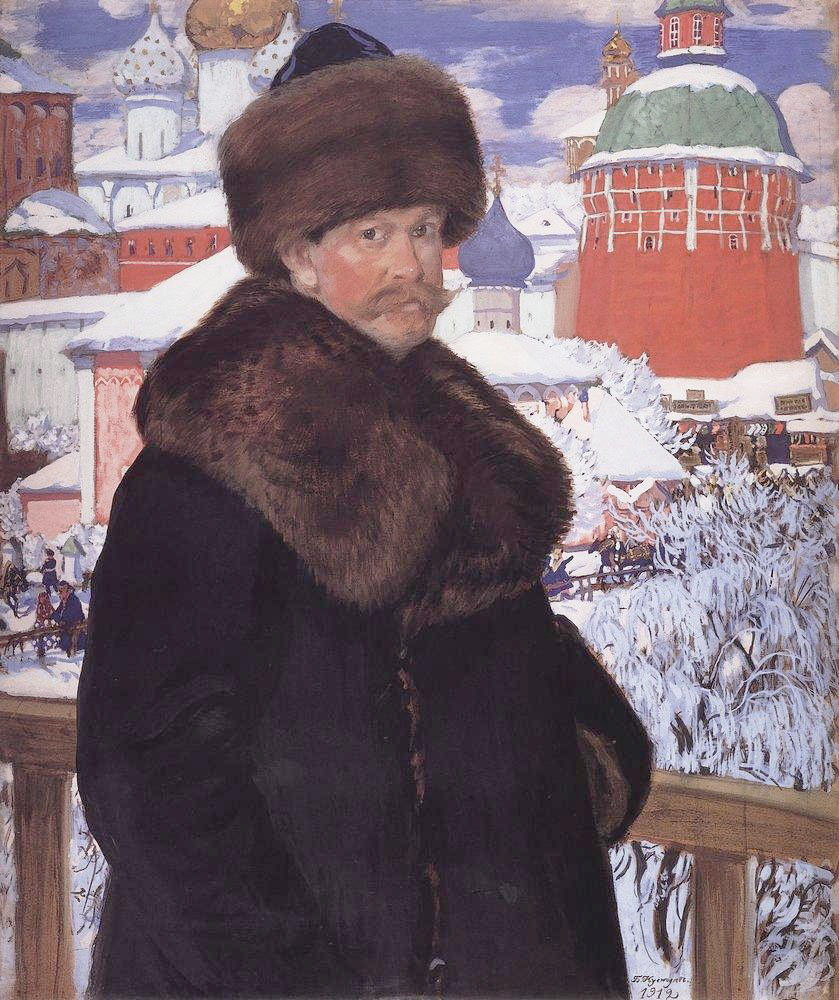
«Автопортрет», 1912, Уффіці, Флоренція
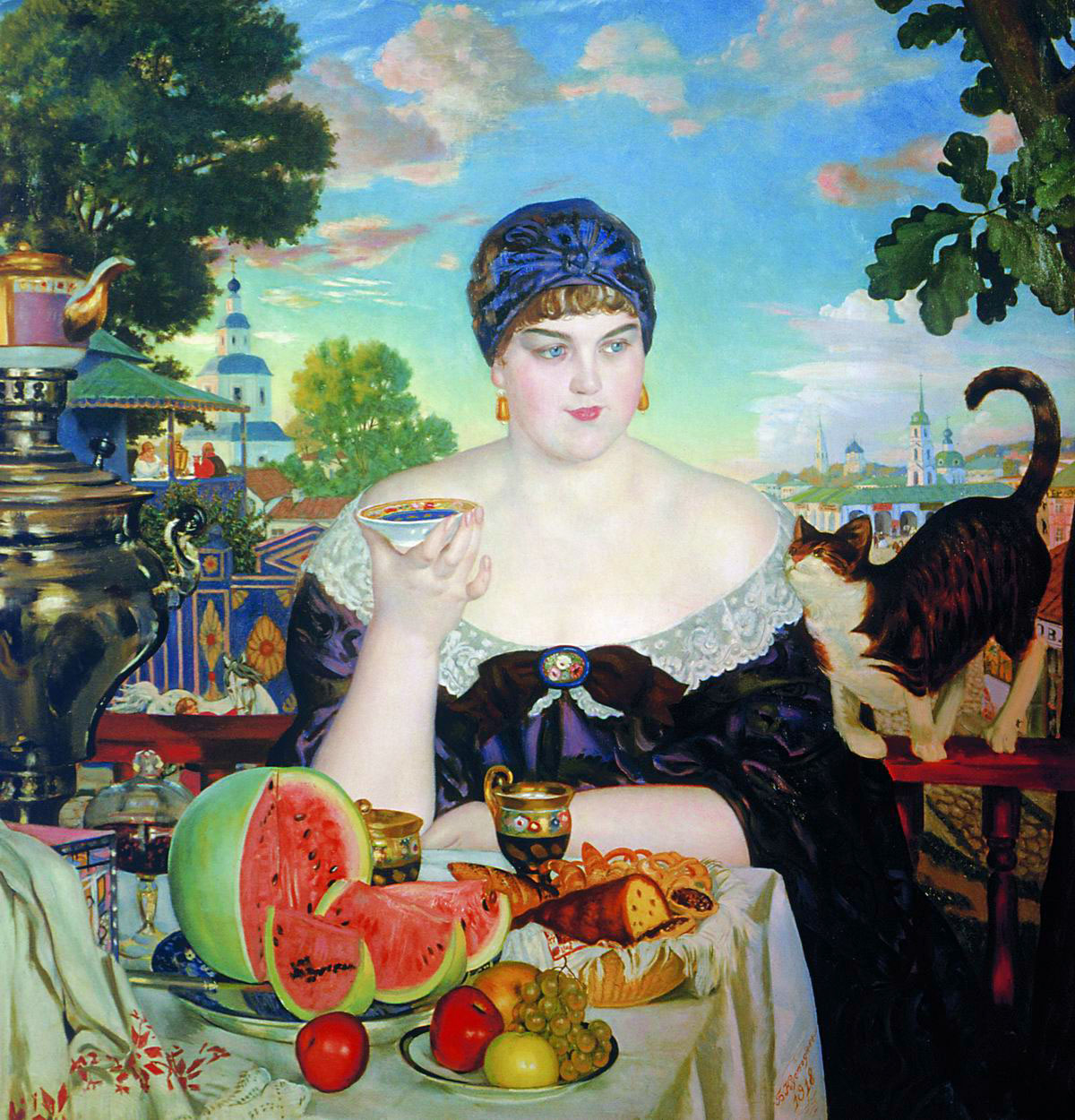
Купчиха за чаєм. 1918, Державний Російський музей
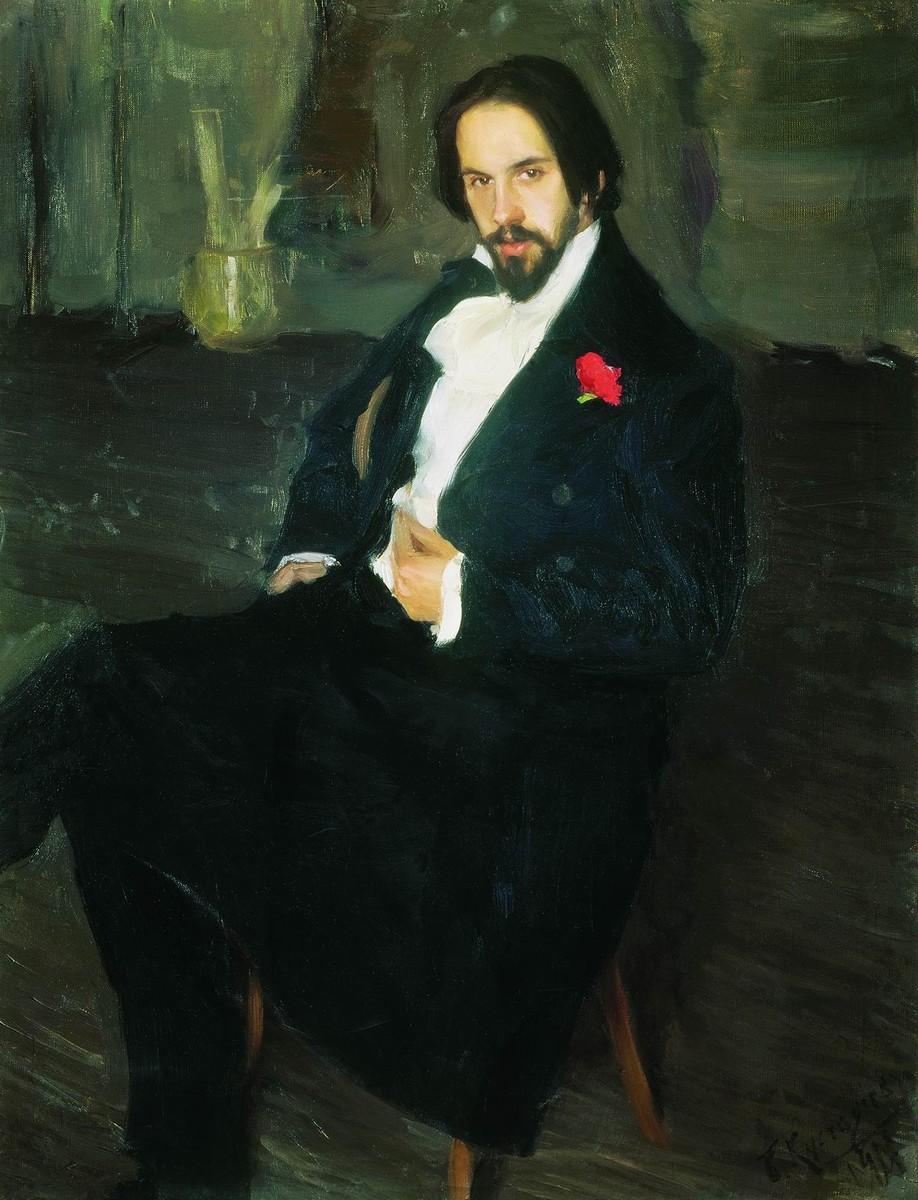
«Портрет художника Івана Білібіна»
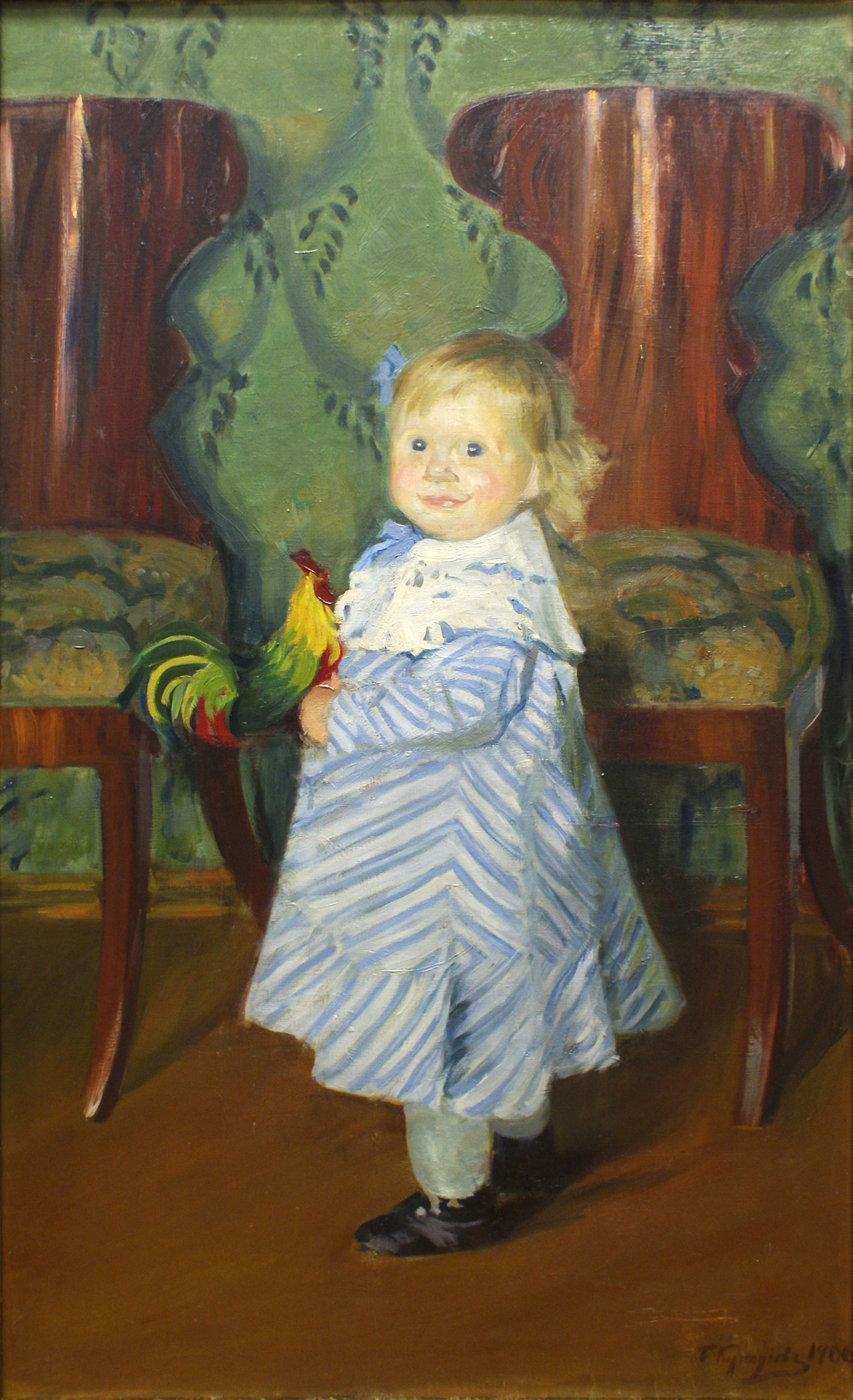
«Дочка Ірина»
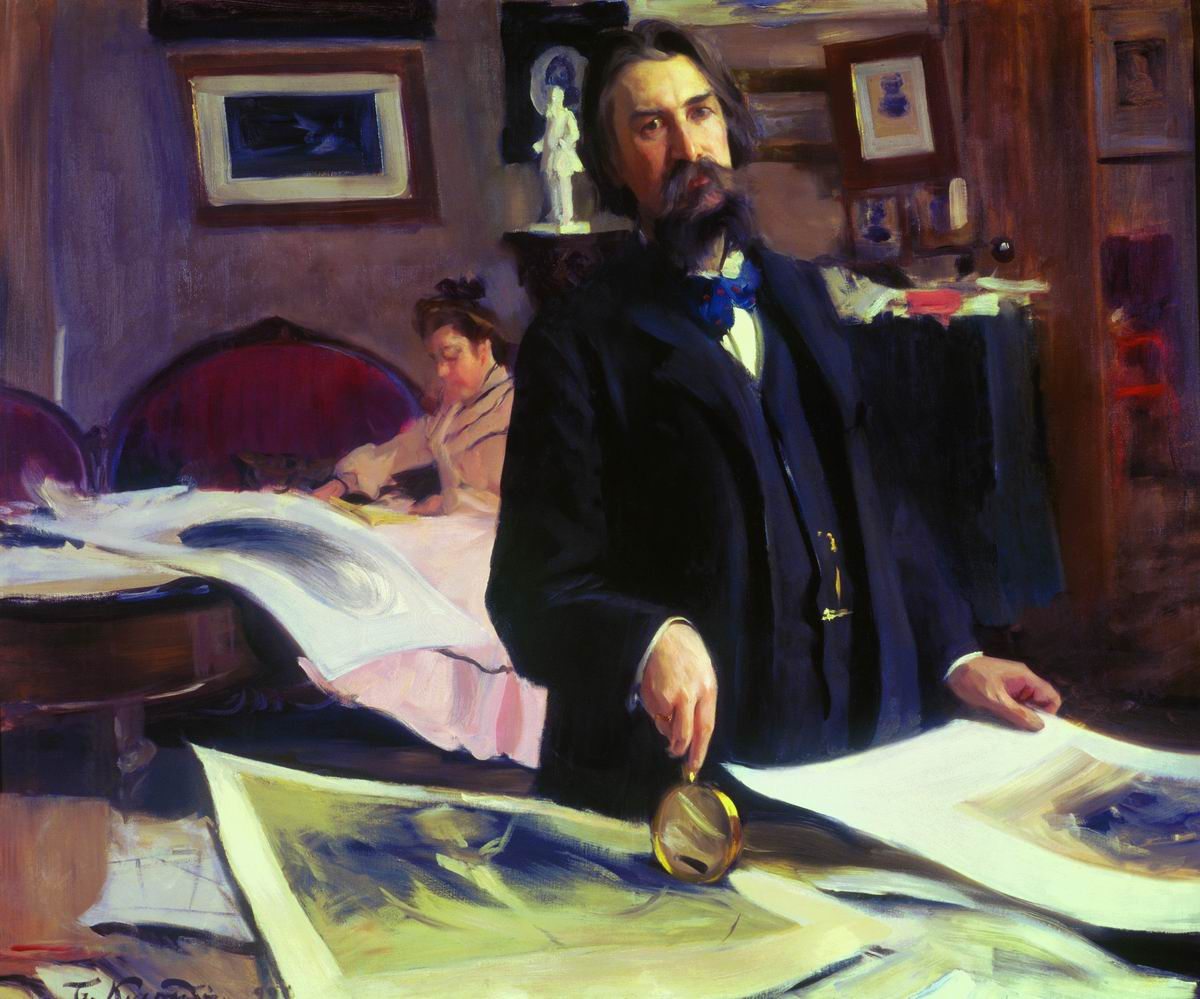
«Портрет Василя Мате»
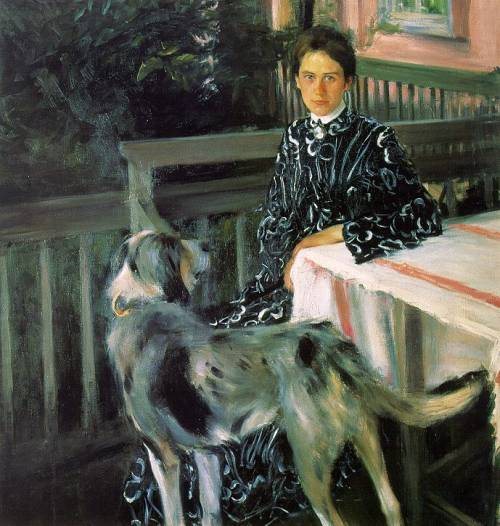
«Дружина з собакою. Портрет Ю. Кустодієвої», 1903, ДРМ
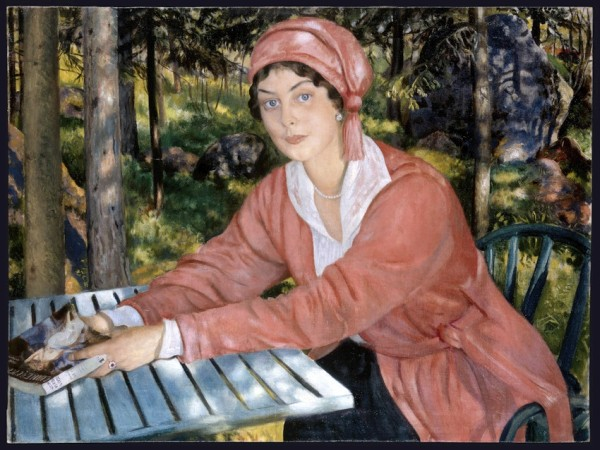
«Портрет графині Грабовської»
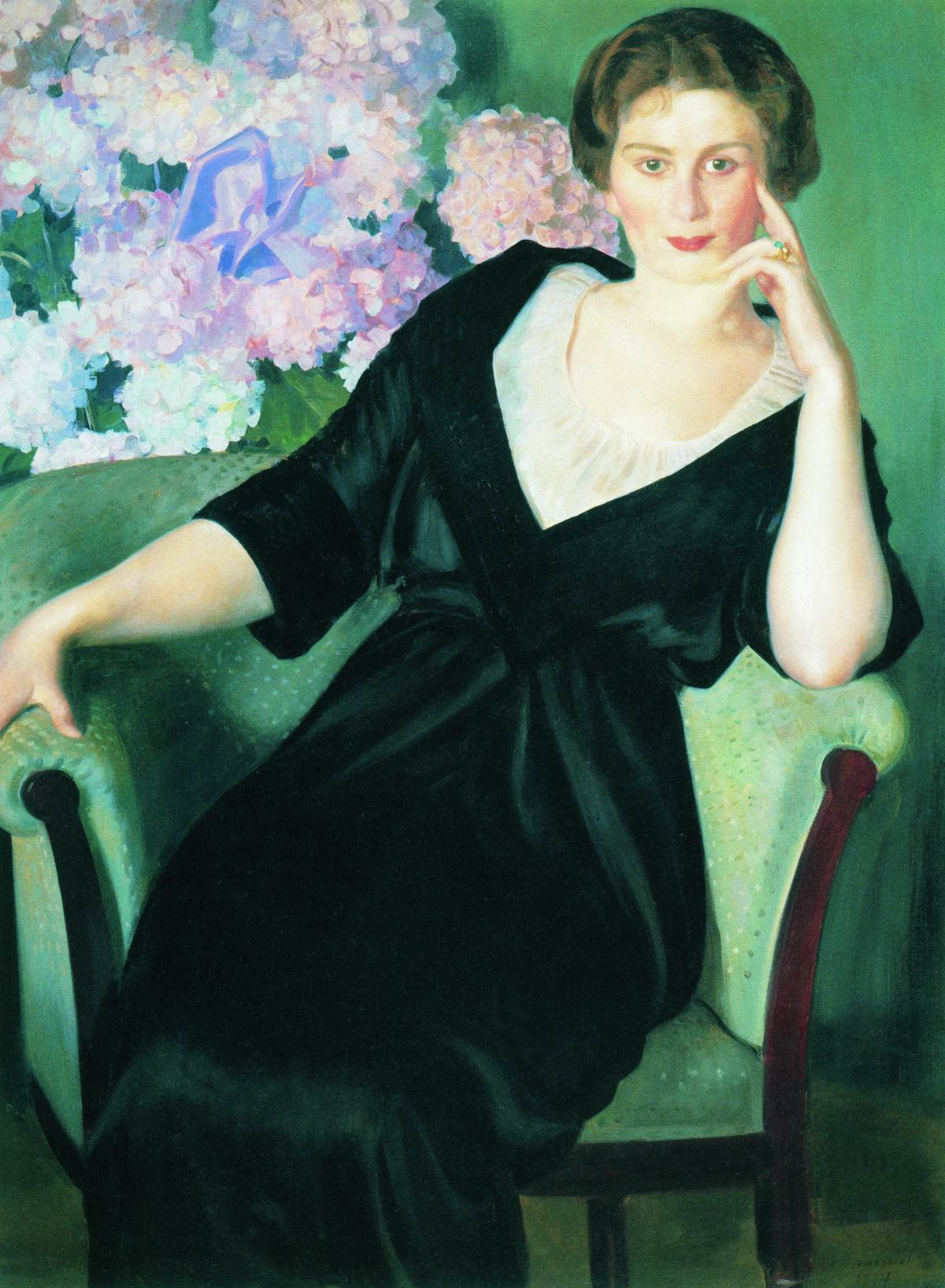
«Портрет Рене Нотгафт», 1914
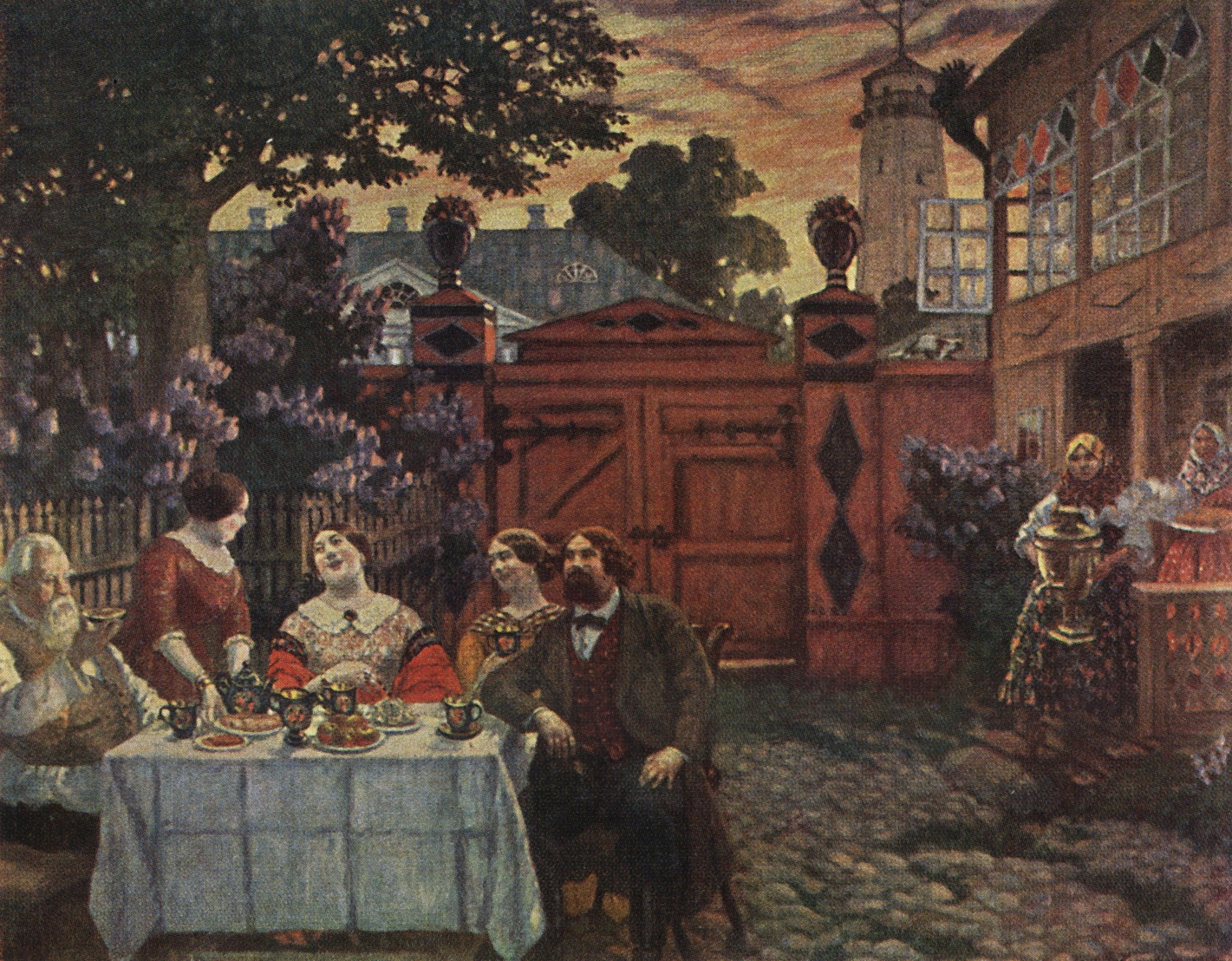
Чаєпиття, 1913, особиста збірка
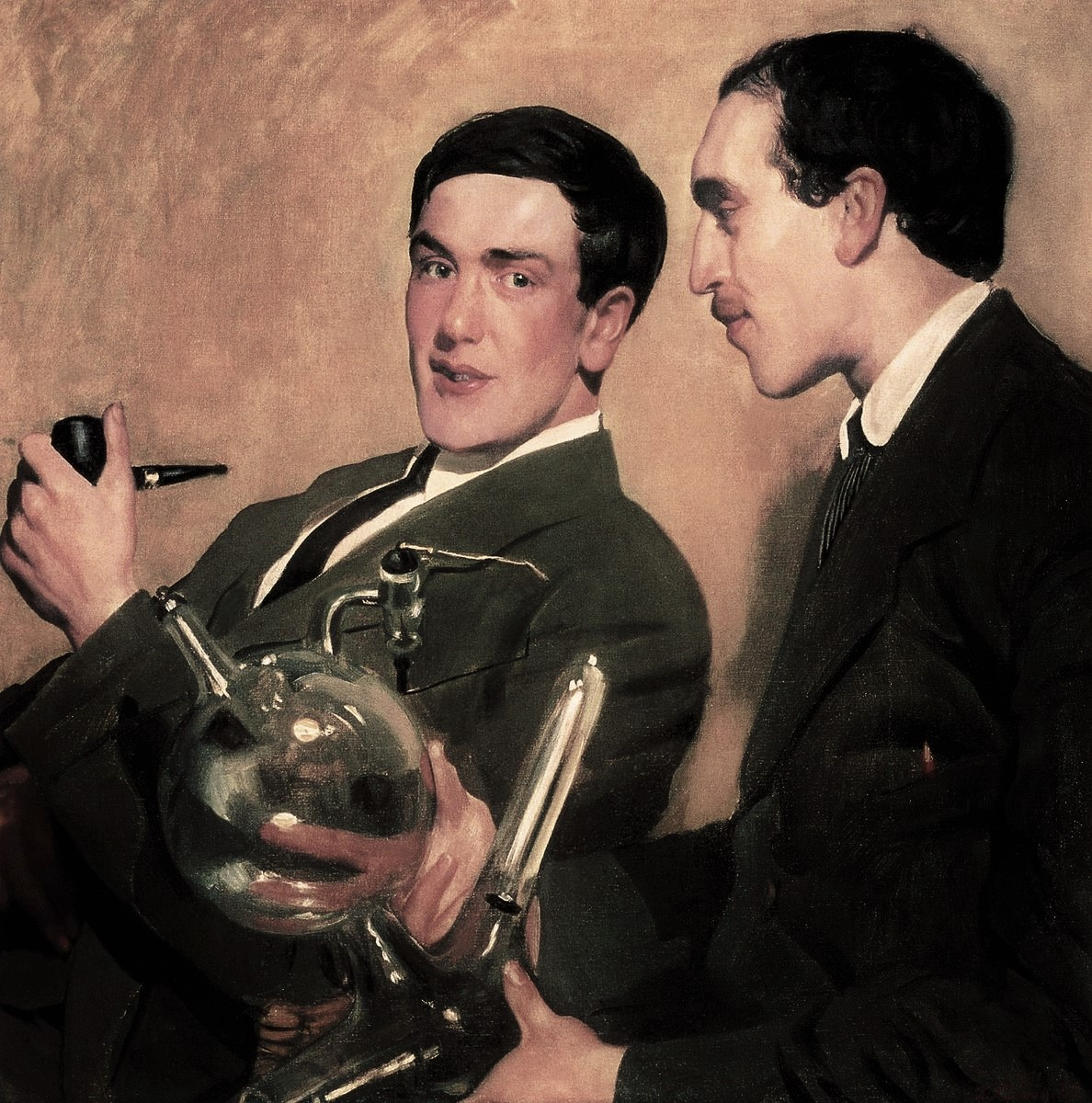
«Петро Капиця та Микола Семенов», 1921, особиста збірка

### Краєвиди, сцени ярмарку, гулянь і провінції

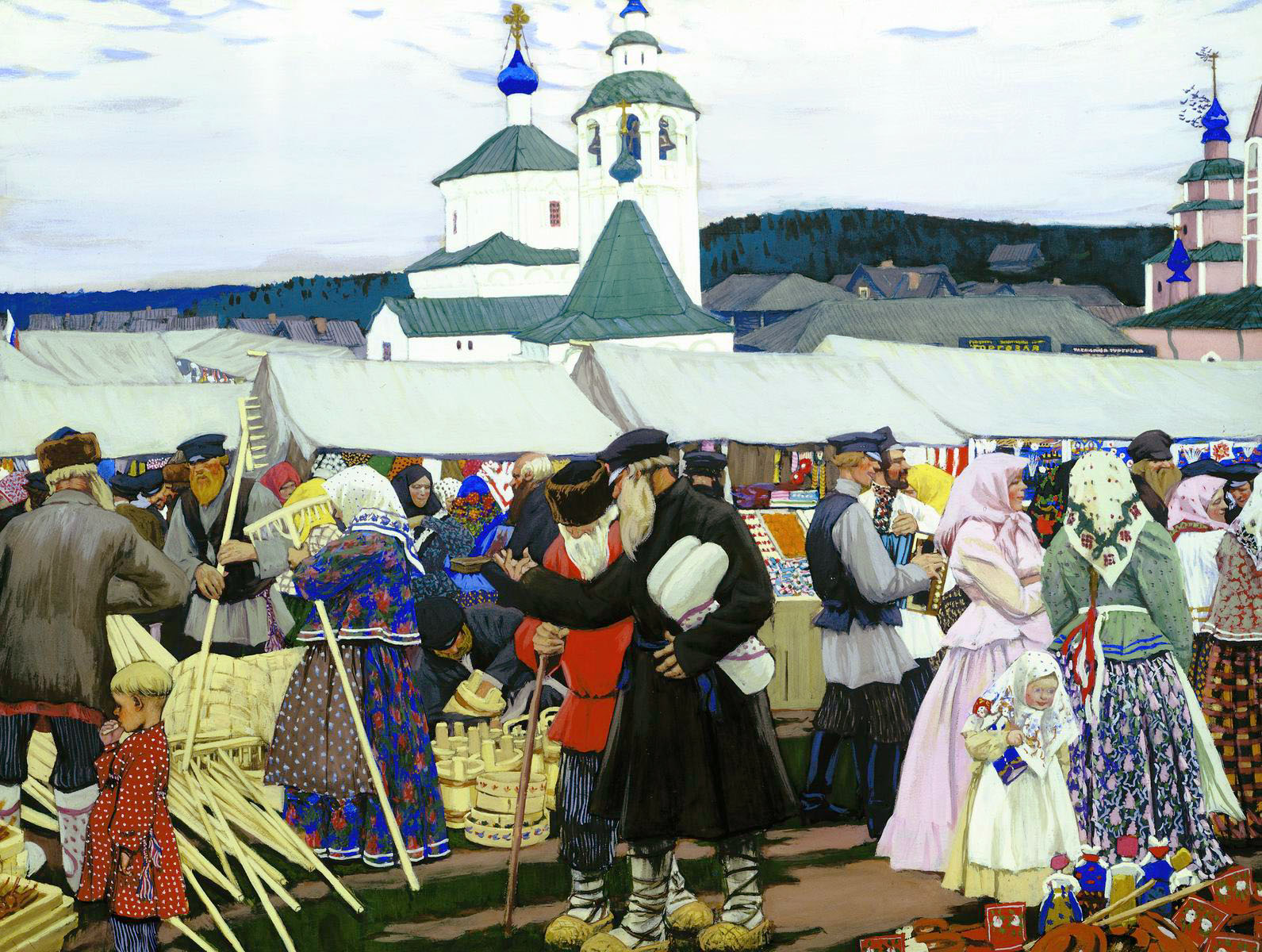
«Ярмарок»
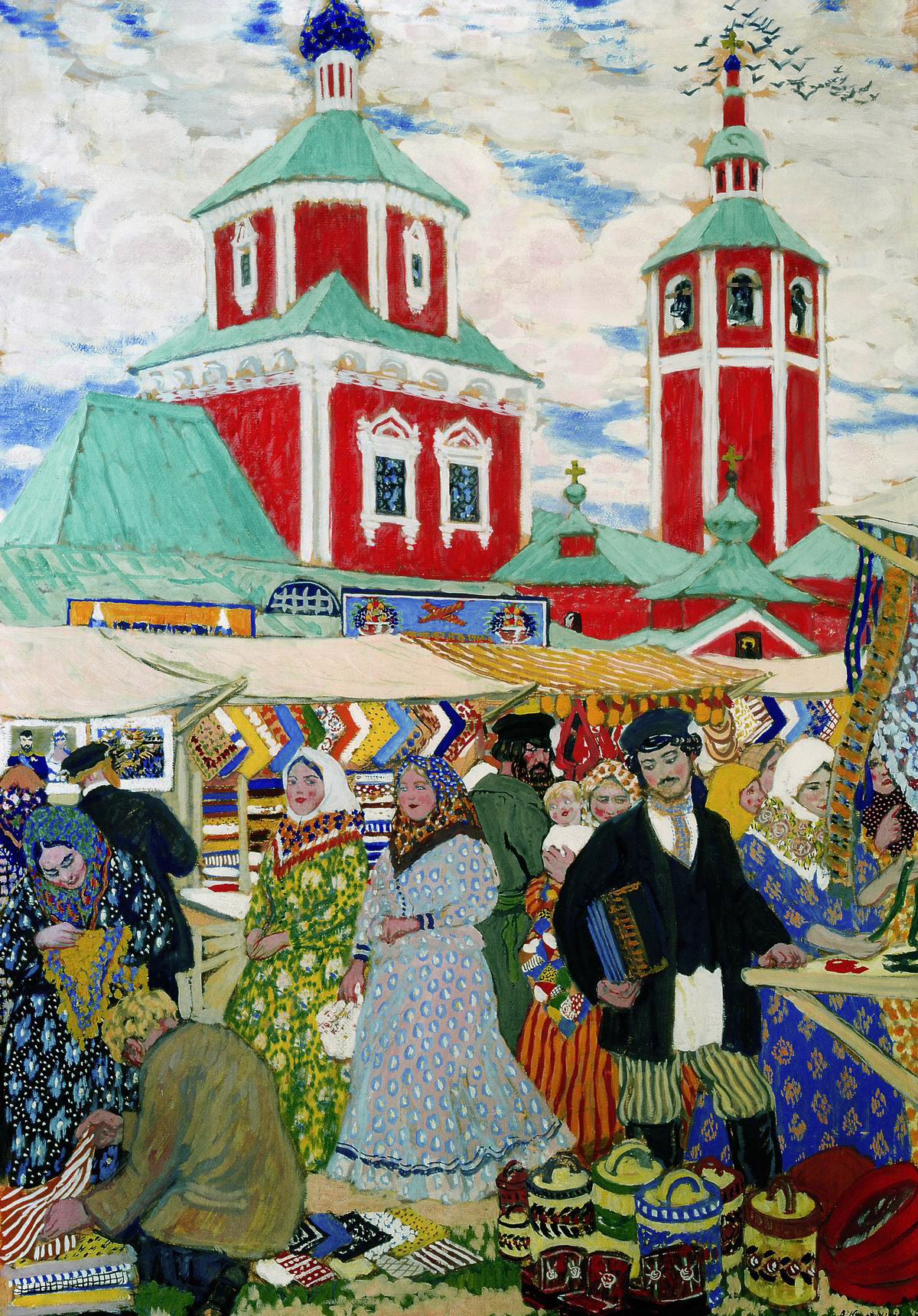
«Ярмарок», 1910, Саратовський художній музей імені Радищева
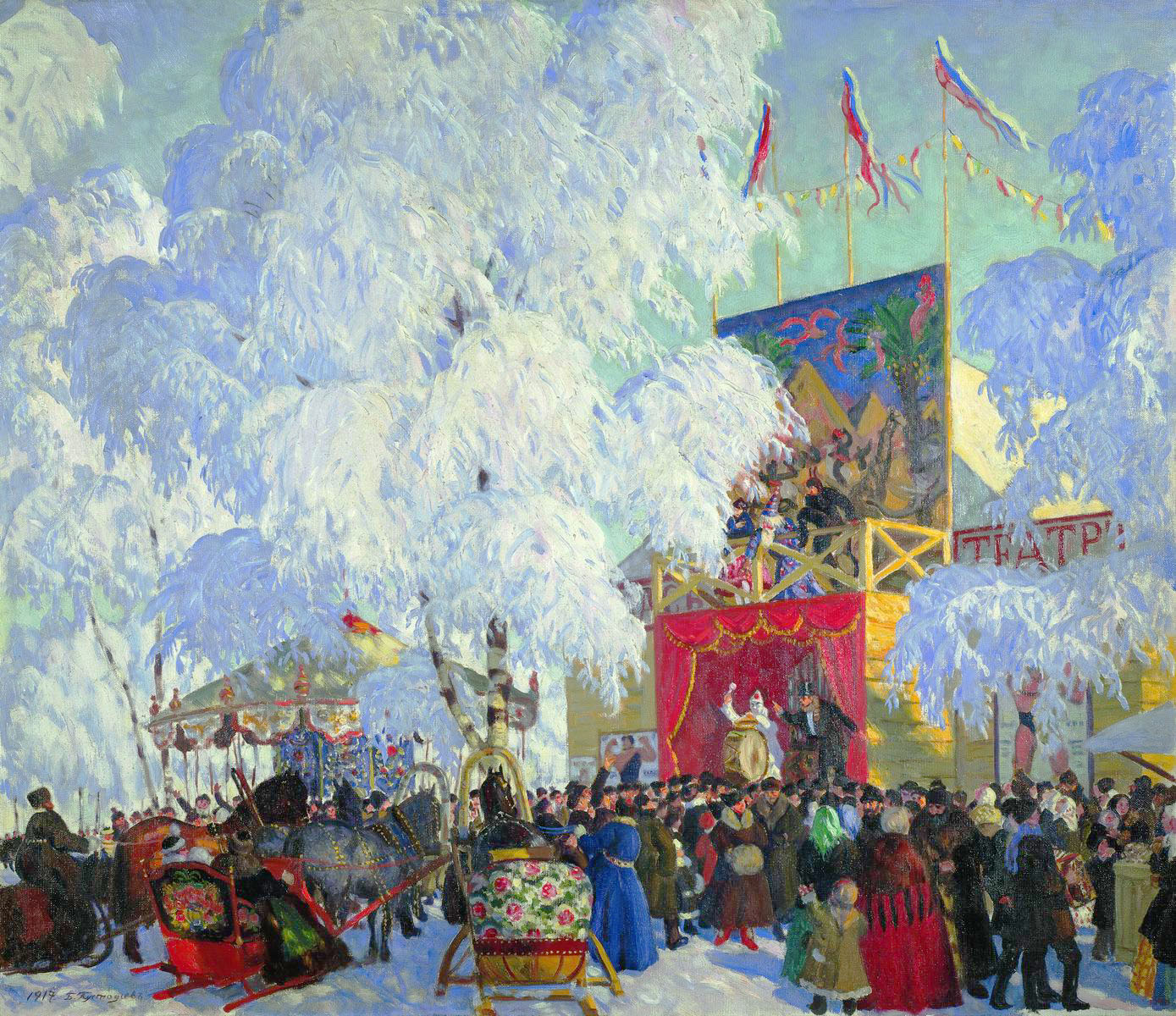
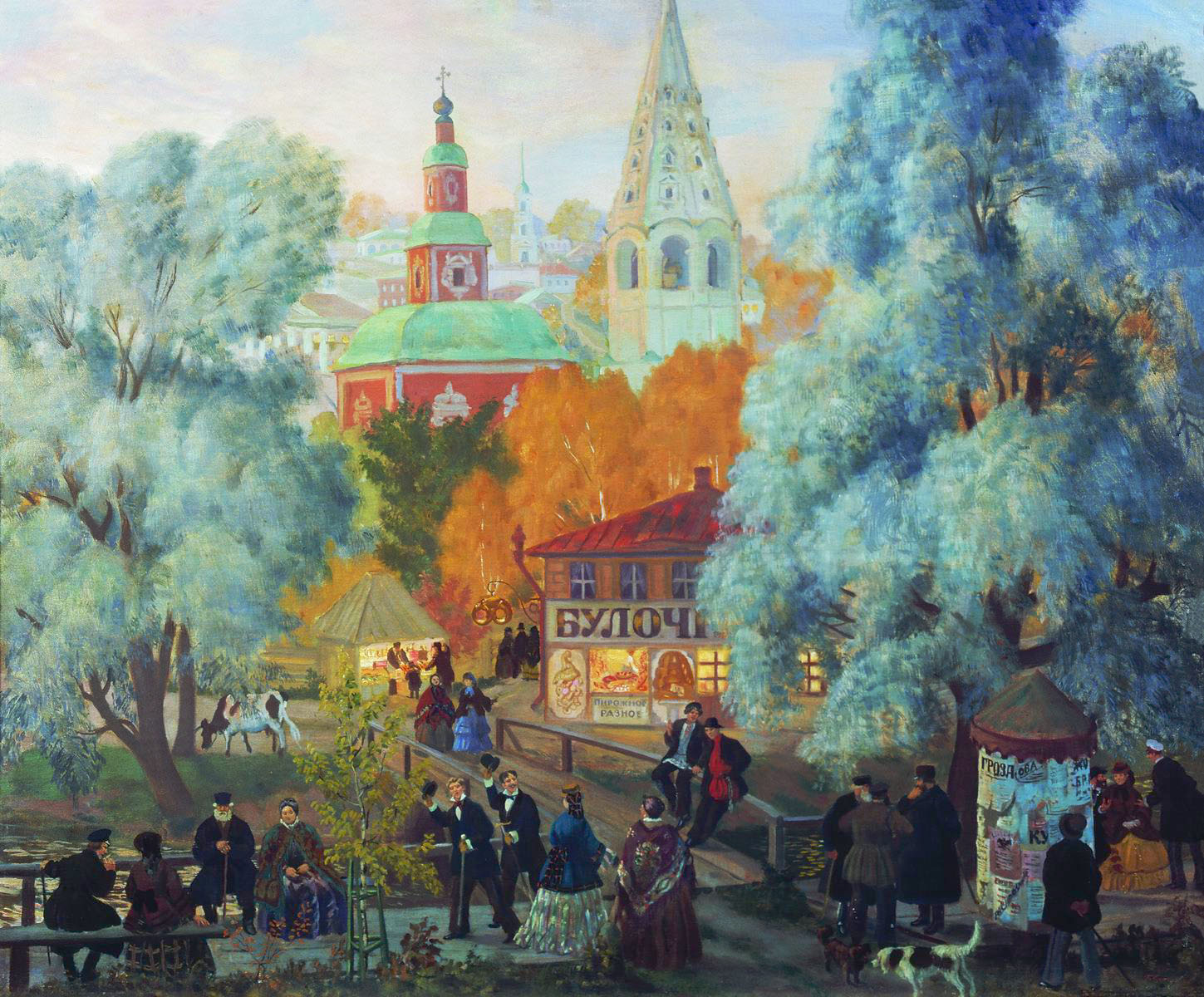
«Провінція», 1919
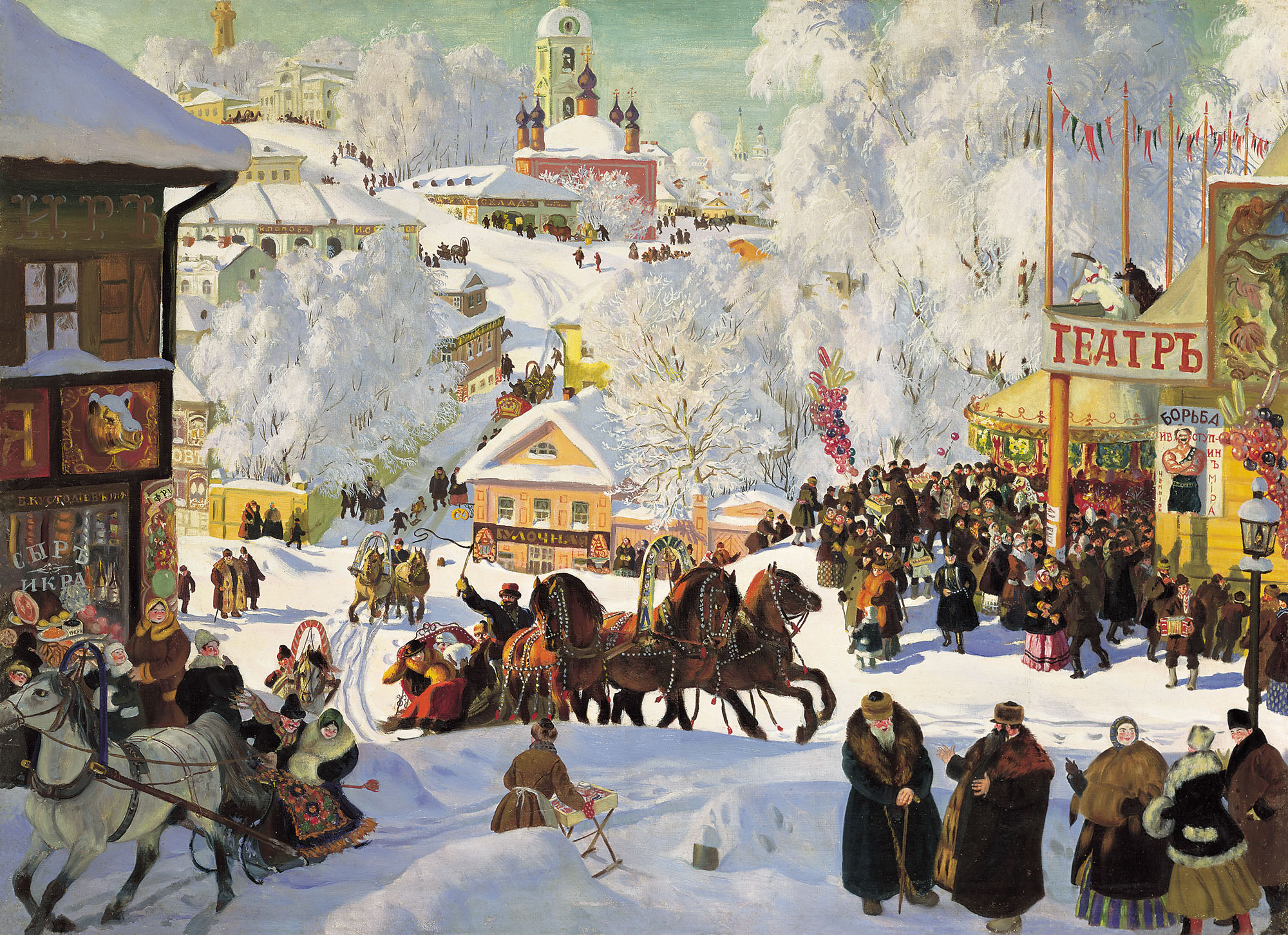
«Масляна», 1919
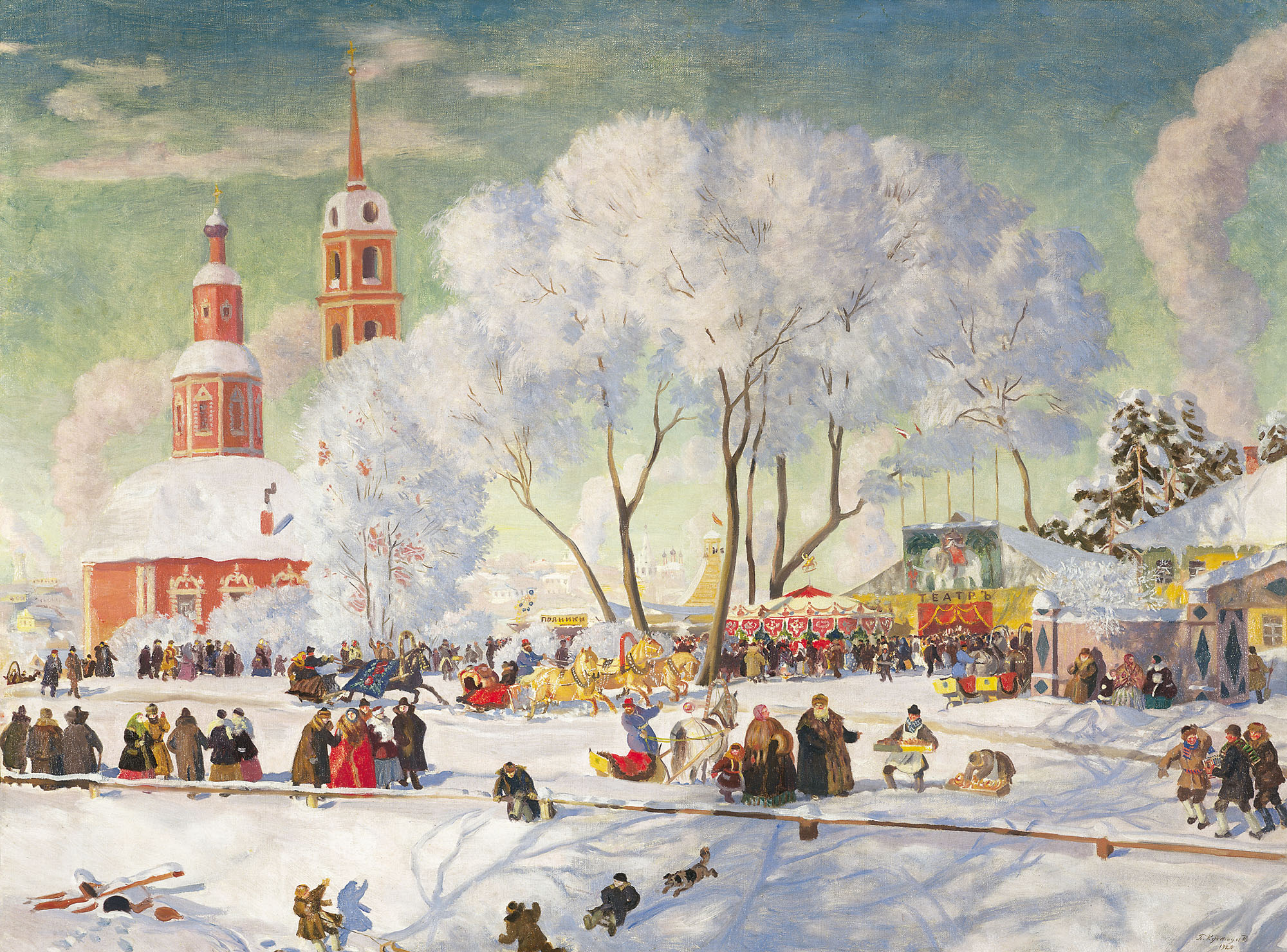
«Свято на масляну», 1920
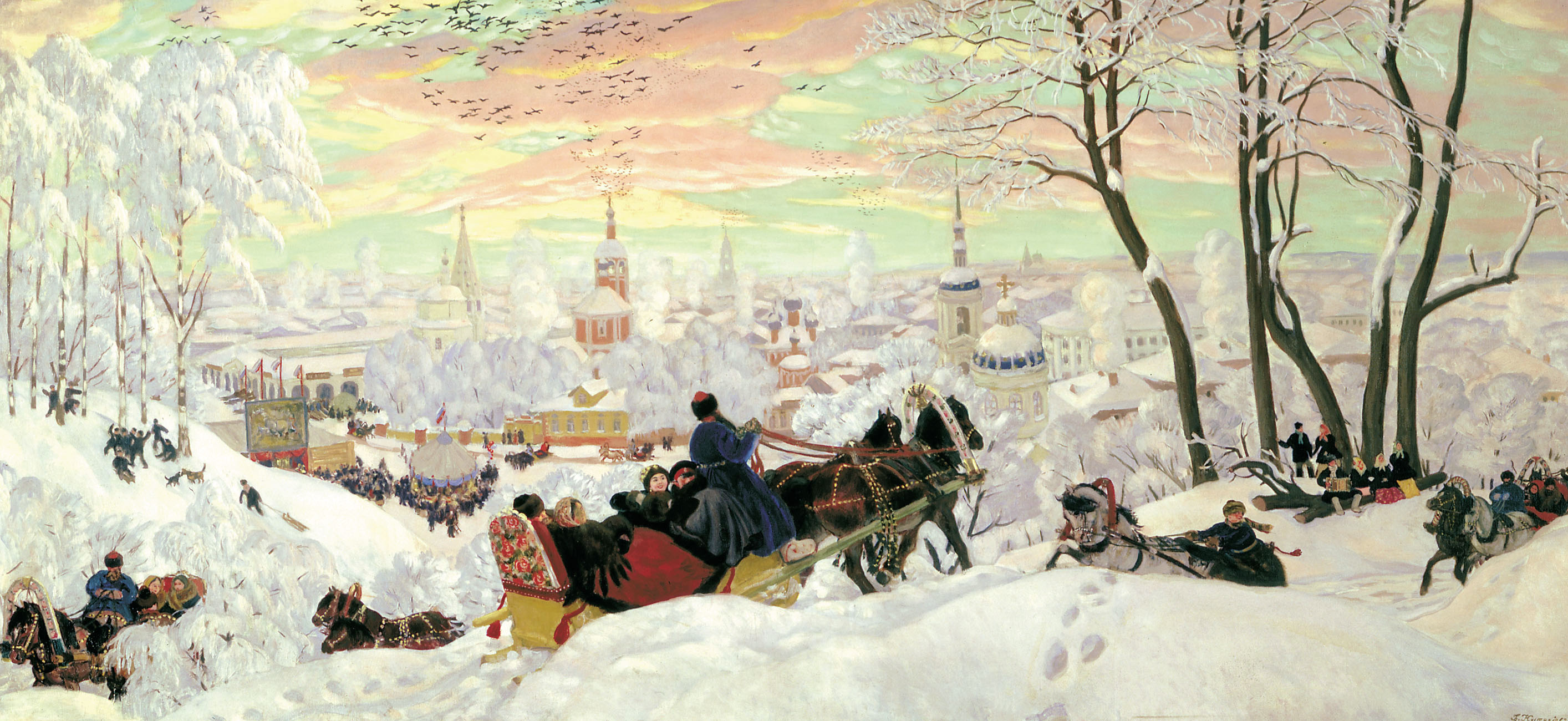
«Масляна», 1916, Державний Російський музей
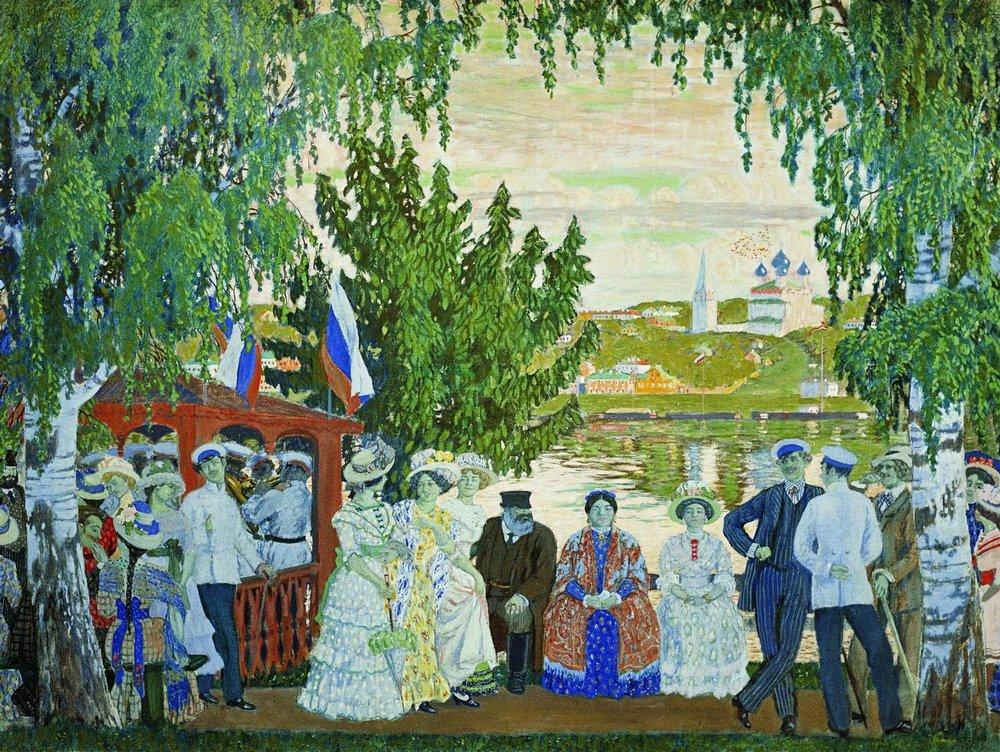
«Прогулянка біля Волги»
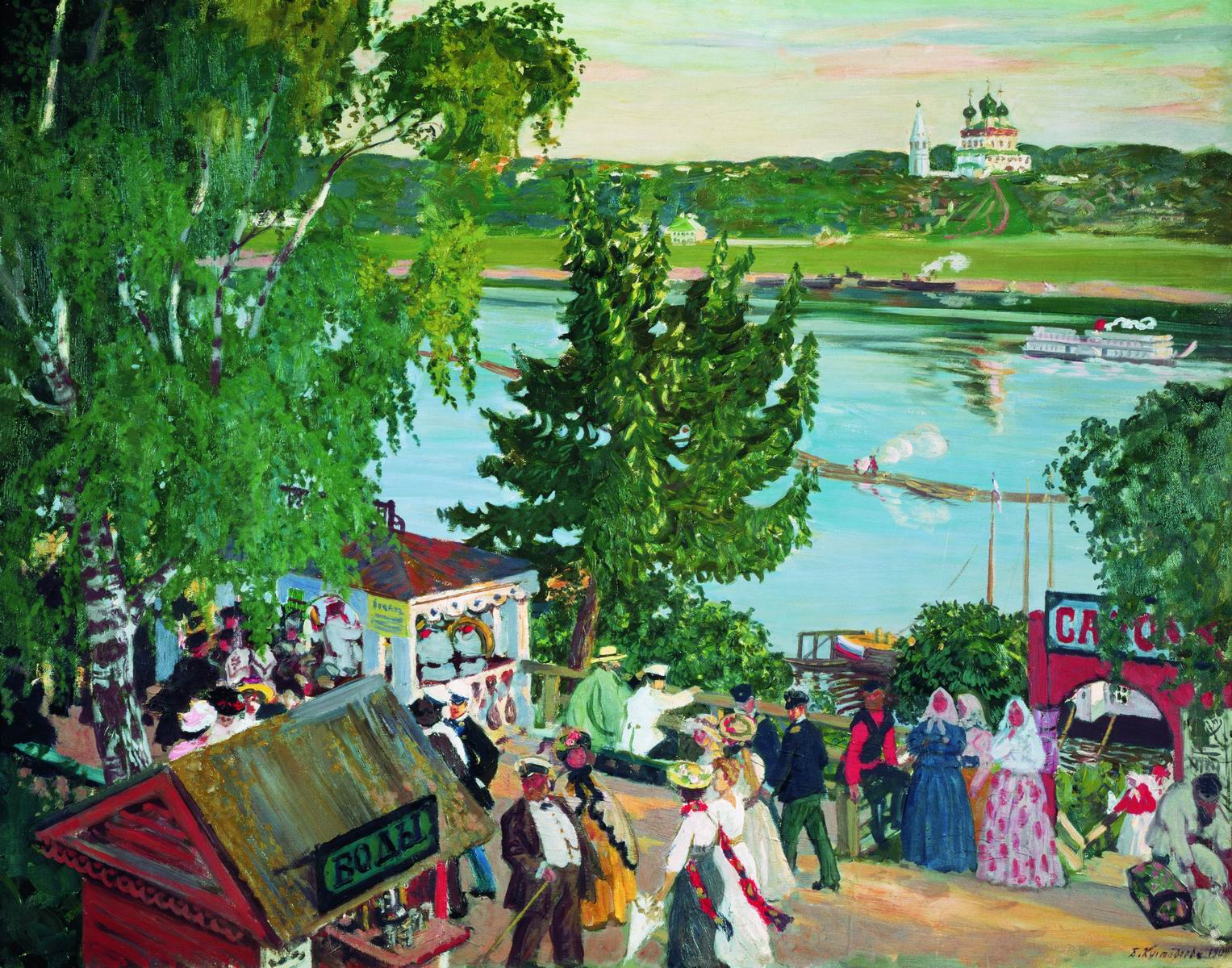
«Прогулянка біля Волги», 1909, Державний Російський музей
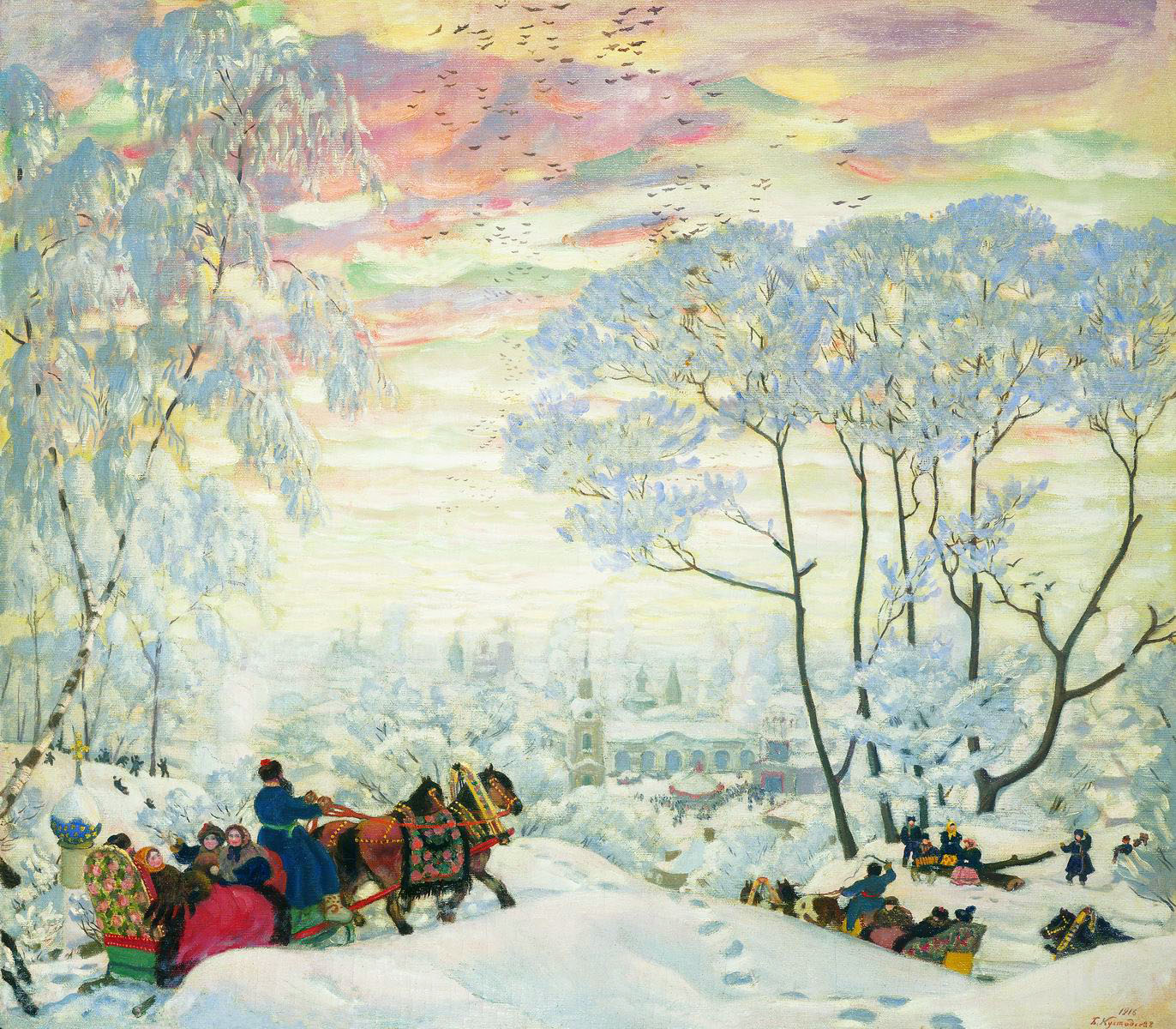
«Зима»
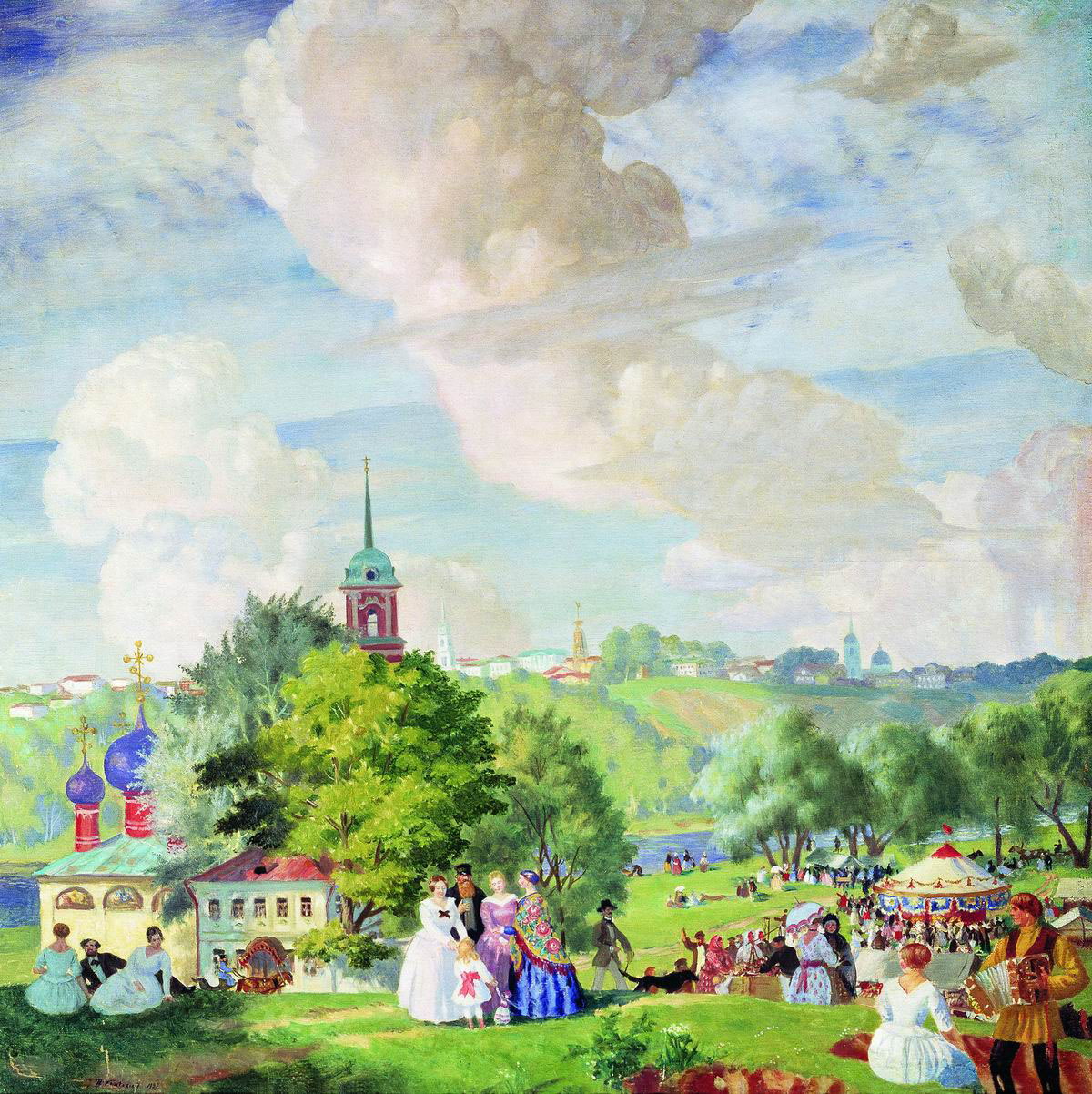
Літній краєвид
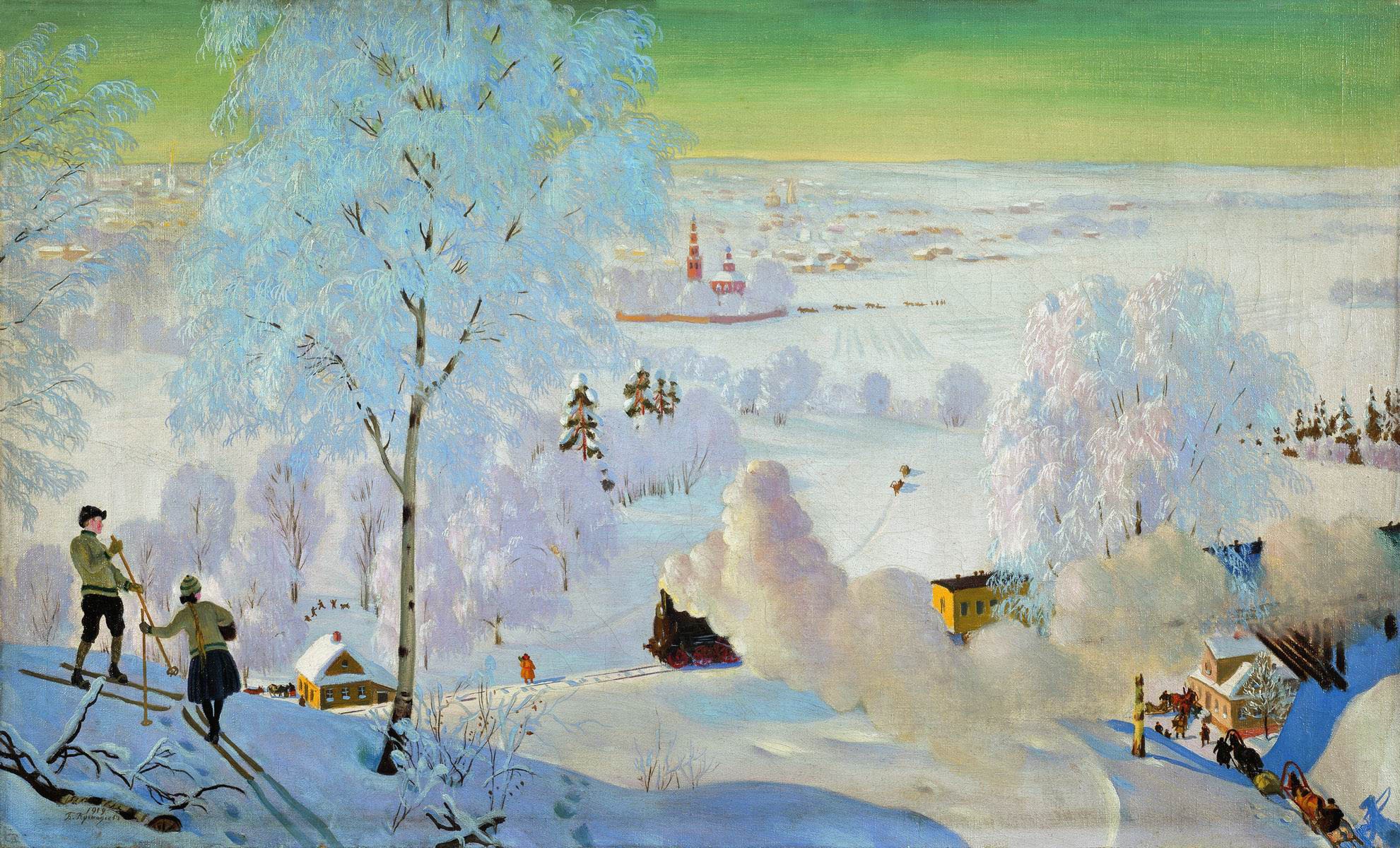
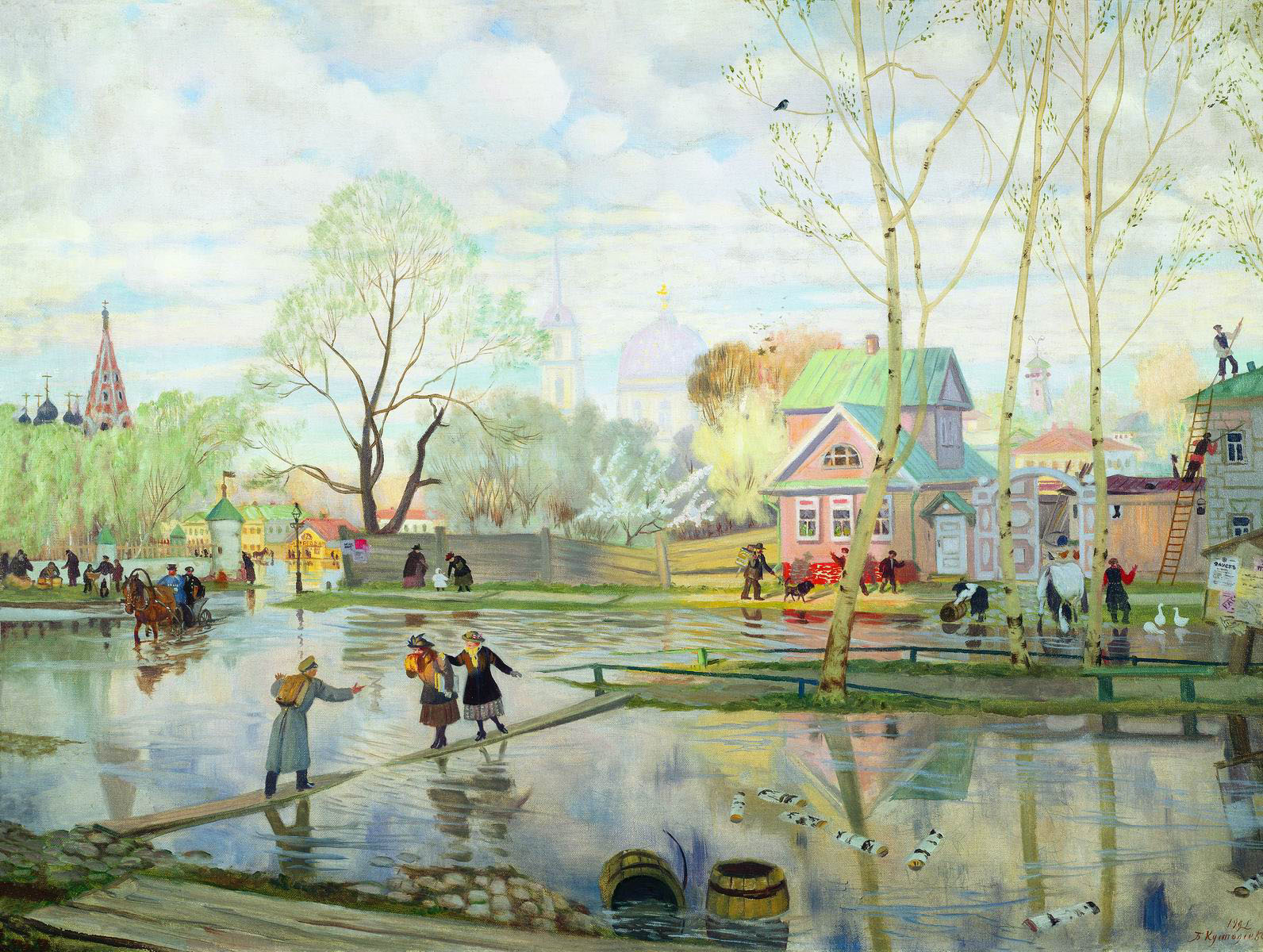
Весна
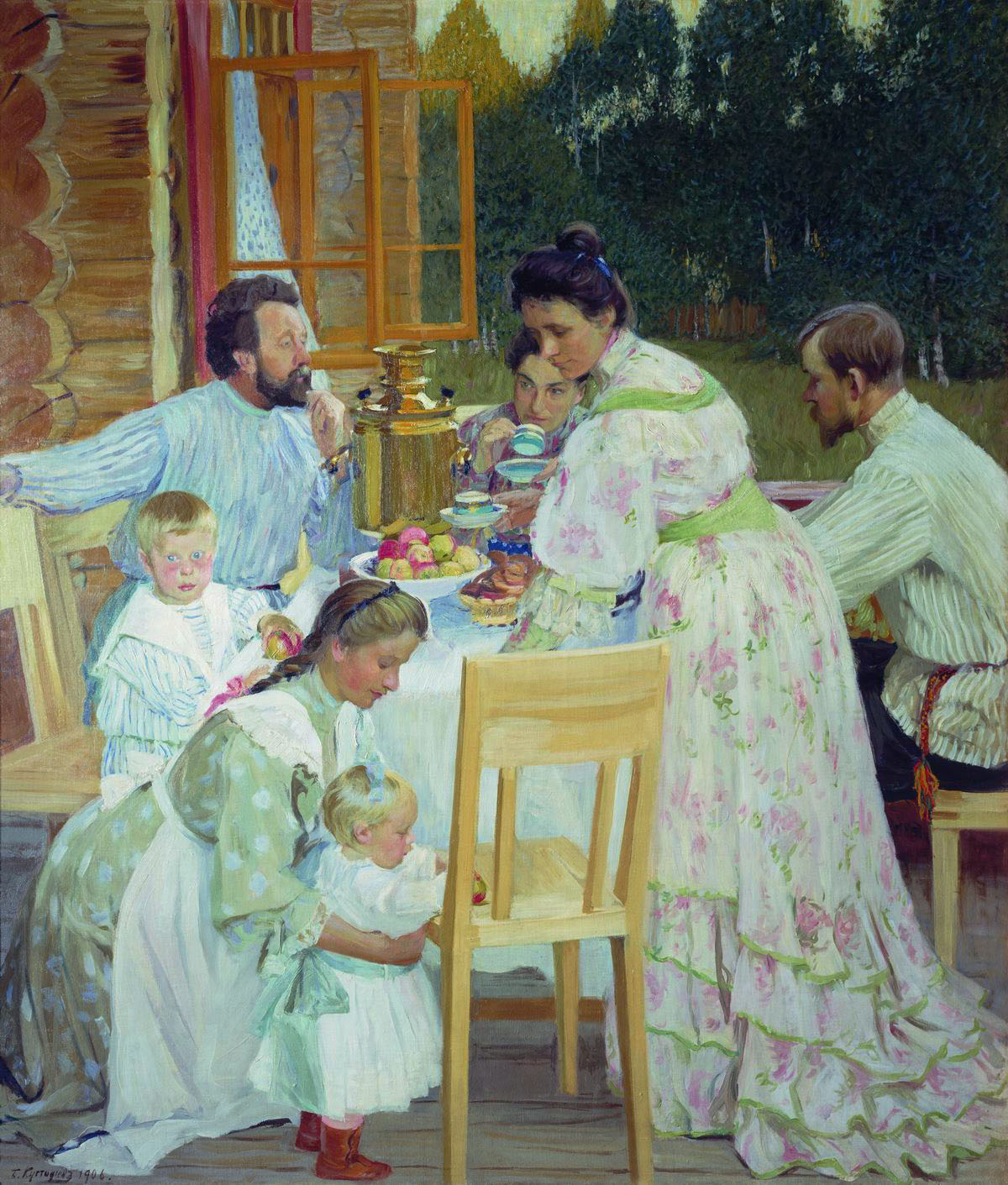
На террасі. 1906, Нижньогородський державний художній музей

### Політика

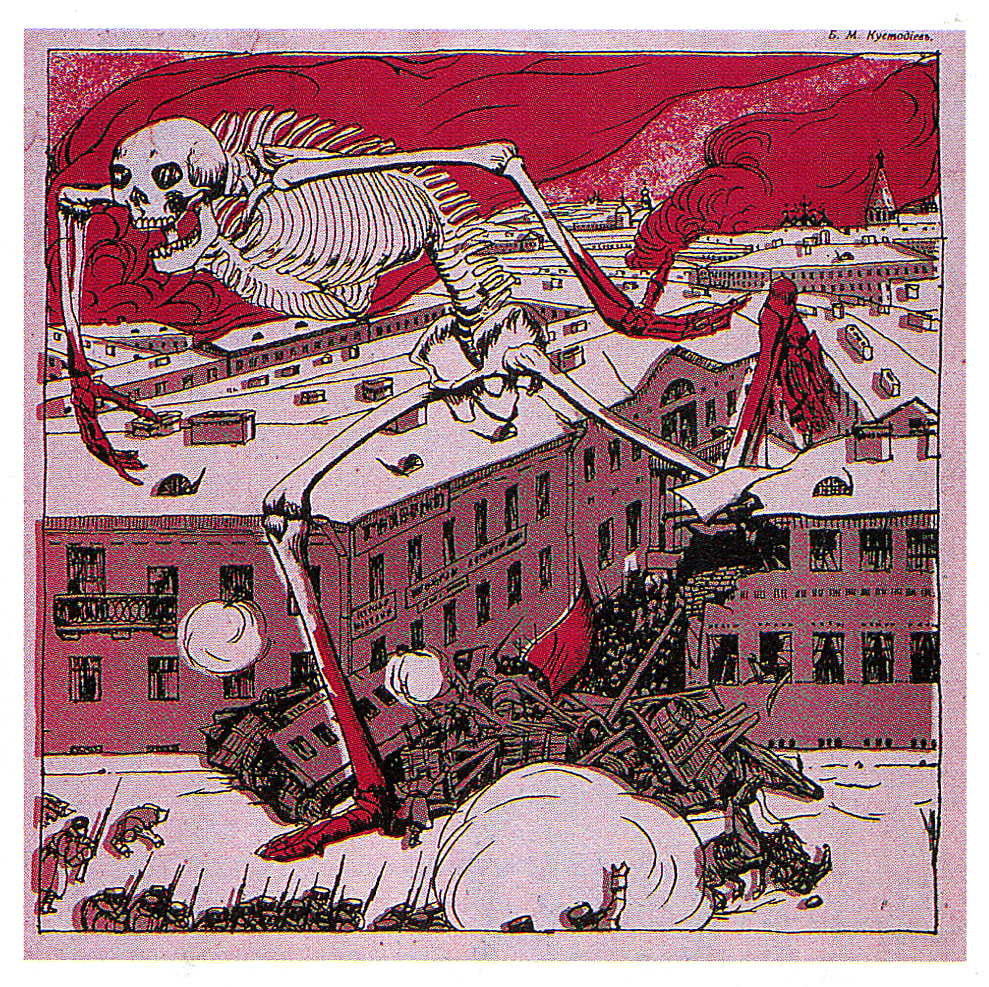
Жупел революції, 1906
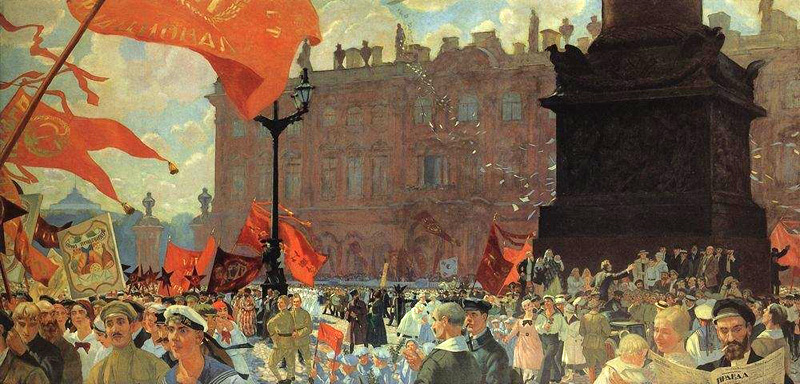
«Свято на площі Урицького у день відкриття II Конгресу Комінтерну»
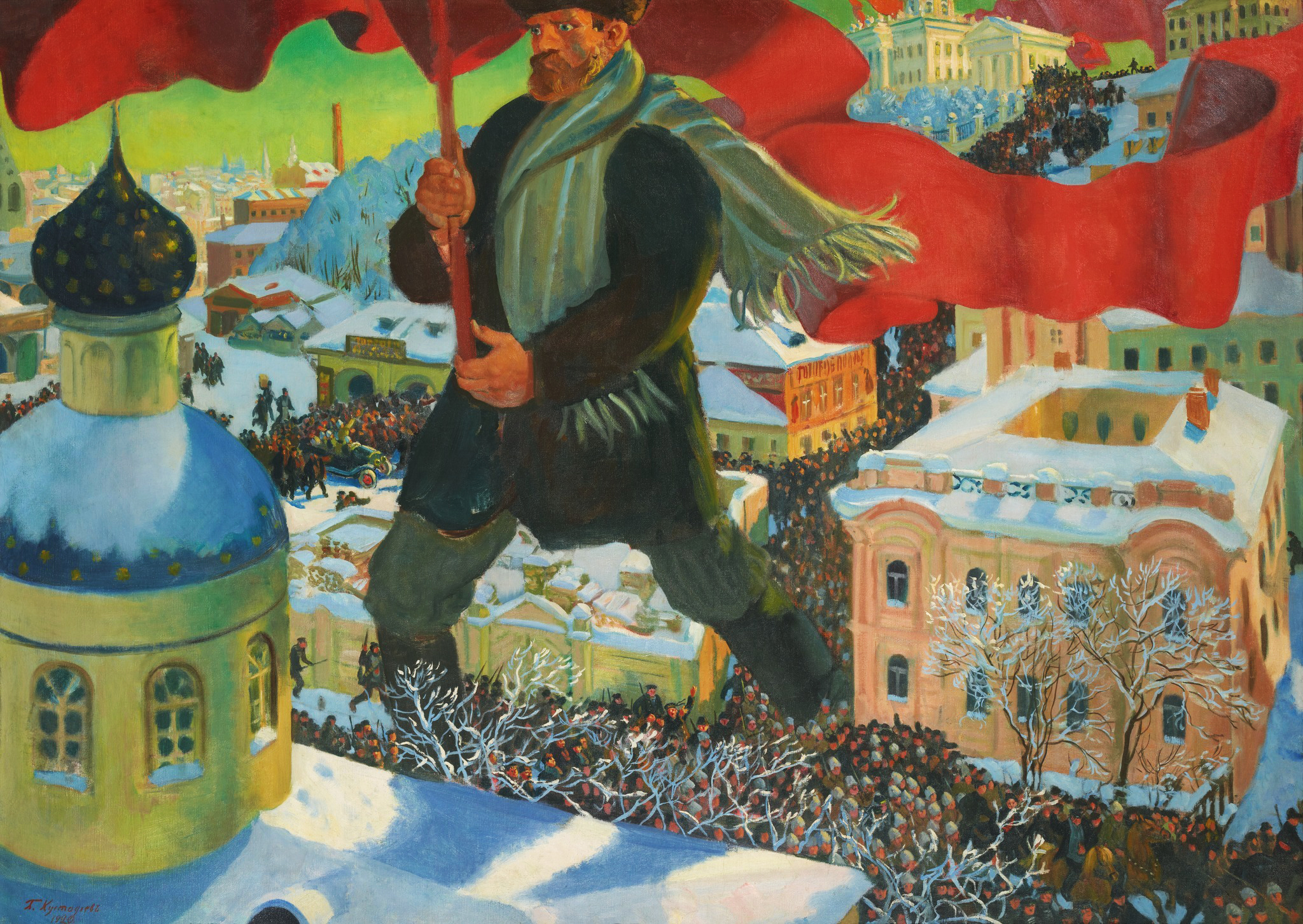
«Більшовик», 1920, Третьяковська галерея